# A1 Grand Prix – sezon 2008/2009
A1 Grand Prix – sezon 2008/2009 – trwający od 4 października do 3 maja zawierający 7 rund. Zakończony mistrzostwem Irlandii.

## Kalendarz
| Data                | Tor                          | Państwo           |
| ------------------- | ---------------------------- | ----------------- |
| 5 października 2008 | Circuit Park Zandvoort       | Holandia          |
| 23 listopada 2007   | Sepang International Circuit | Malezja           |
| 9 listopada 2007    | Chengdu Goldenport Circuit   | Chiny             |
| 25 stycznia 2008    | Taupō Motorsport Park        | Nowa Zelandia     |
| 22 lutego 2008      | Kyalami                      | Południowa Afryka |
| 16 marca 2008       | Algarve                      | Portugalia        |
| 3 maja 2008         | Brands Hatch                 | Wielka Brytania   |

## Klasyfikacja
| Nr | Zespół            | Punkty  |
| -- | ----------------- | ------- |
| 1  | Irlandia          | 112     |
| 2  | Szwajcaria        | 95 (99) |
| 3  | Portugalia        | 92      |
| 4  | Holandia          | 75 (81) |
| 5  | Francja           | 47      |
| 6  | Malezja           | 43      |
| 7  | Nowa Zelandia     | 36      |
| 8  | Australia         | 36      |
| 9  | Monako            | 35      |
| 10 | Wielka Brytania   | 28      |
| 11 | Stany Zjednoczone | 24      |
| 12 | Indie             | 19      |
| 13 | Meksyk            | 19      |
| 14 | Południowa Afryka | 19      |
| 15 | Brazylia          | 18      |
| 16 | Włochy            | 17      |
| 17 | Liban             | 8       |
| 18 | ChRL              | 7       |
| 19 | Korea Południowa  | 3       |
| 20 | Indie             | 3       |
| 21 | Niemcy            | 2       |
| -  | Kanada            | 0       |
| -  | Pakistan          | 0       |